# ديفيد مودي (سياسي)
ديفيد مودي (بالإنجليزية: David Moody)‏ هو فلاح وسياسي أسترالي وبريطاني (وحمل سابقاً جنسية المملكة المتحدة لبريطانيا العظمى وأيرلندا)، ولد في 18 نوفمبر 1834 في المملكة المتحدة، وتوفي في 4 مايو 1915 في أستراليا. انتخب عضو مجلس النواب جنوب أستراليا من الجمعية عن دائرة Electoral district of Light ‏ وقد انضم خلال فترته النيابية (25 أبريل 1896 – 28 أبريل 1899)  للكتلة البرلمانية مستقل وانتخب عضو مجلس النواب جنوب أستراليا من الجمعية عن دائرة Electoral district of Light ‏ وقد انضم خلال فترته النيابية (23 أبريل 1884 – 21 مارس 1887)  للكتلة البرلمانية مستقل وانتخب عضو مجلس النواب جنوب أستراليا من الجمعية عن دائرة Electoral district of Light ‏ وقد انضم خلال فترته النيابية (12 يونيو 1878 – 24 أبريل 1881)  للكتلة البرلمانية مستقل.